# The Rain (série de televisão)
The Rain é uma série de televisão dinamarquesa de ficção científica pós-apocalíptica criada por Jannik Tai Mosholt, Esben Toft Jacobsen e Christian Potalivo. A primeira temporada, composta por oito episódios, estreou na Netflix em 4 de maio de 2018. É estrelada por Alba August, Lucas Lynggaard Tønnesen, Mikkel Følsgaard, Lukas Løkken, Jessica Dinnage, Sonny Lindberg e Angela Bundalovic, com Lars Simonsen, Bertil De Lorenhmad, Evin Ahmad e Johannes Bah Kuhnke em papéis recorrentes. Os dois últimos passam a fazer parte do elenco principal na segunda temporada. 
Em 30 de maio de 2018, a Netflix renovou a série para a segunda temporada, que foi lançada em 17 de maio de 2019, com seis episódios. Em 19 de junho de 2019, foi confirmado que a série havia sido renovada para a terceira e última temporada, lançada em 6 de agosto de 2020.

## Premissa
Quando um vírus transmitido pela chuva extermina quase toda a população da Escandinávia, os irmãos dinamarqueses Simone e Rasmus se abrigam em um bunker. Seis anos depois, eles saem em busca do pai, um cientista que os deixou ali, mas nunca voltou. No caminho, eles se juntam a um grupo de jovens sobreviventes e, juntos, atravessam a Dinamarca e a Suécia em busca de um lugar seguro — e do pai dos irmãos, que talvez tenha as respostas e a cura.

## Elenco e personagens
| Ator/Atriz               | Personagem            | Temporadas | Temporadas | Temporadas |
| Ator/Atriz               | Personagem            | 1          | 2          | 3          |
| Principal                | Principal             | Principal  | Principal  | Principal  |
| ------------------------ | --------------------- | ---------- | ---------- | ---------- |
| Alba August              | Simone Andersen       | Principal  | Principal  | Principal  |
| Lucas Lynggaard Tønnesen | Rasmus Andersen       | Principal  | Principal  | Principal  |
| Mikkel Følsgaard         | Martin                | Principal  | Principal  | Principal  |
| Lukas Løkken             | Patrick               | Principal  | Principal  | Principal  |
| Jessica Dinnage          | Lea                   | Principal  | Principal  | —          |
| Sonny Lindberg           | Jean                  | Principal  | Principal  | Principal  |
| Angela Bundalovic        | Beatrice              | Principal  | —          | —          |
| Natalie Madueño          | Fie                   | —          | Principal  | Principal  |
| Clara Rosager            | Sarah                 | —          | Principal  | Principal  |
| Evin Ahmad               | Kira                  | —          | Principal  | Principal  |
| Johannes Bah Kuhnke      | Sten                  | Recorrente | Principal  | Principal  |
| Rex Leonard              | Daniel                | —          | —          | Principal  |
| Recorrente               |                       |            |            |            |
| Lars Simonsen            | Dr. Frederik Andersen | Recorrente | Recorrente | —          |
| Bertil De Lorenzi        | Rasmus (criança)      | Recorrente | Recorrente | —          |
| Cecilia Loffredo         | Luna                  | —          | —          | Recorrente |
| Magdalena Eshaya         | Martha                | —          | Recorrente | —          |

## Episódios

### Resumo
| Temporada | Temporada | Episódios | Episódios | Originalmente lançado |                     |
| --------- | --------- | --------- | --------- | --------------------- | ------------------- |
|           | 1         | 8         | 8         | 4 de maio de 2018     | 4 de maio de 2018   |
|           | 2         | 6         | 6         | 17 de maio de 2019    | 17 de maio de 2019  |
|           | 3         | 6         | 6         | 6 de agosto de 2020   | 6 de agosto de 2020 |

### 1.ª Temporada (2018)
| N.º na série | N.º na temp. | Título                                                           | Dirigido por                  | Escrito por        | Lançamento        |
| --- | ------------ | ---------------------------------------------------------------- | ----------------------------- | ------------------ | ----------------- |
| 1 | 1            | "Bliv indendørs" "Não saia" (BR)                                 | Kenneth Kainz                 | Jannik Tai Mosholt | 4 de maio de 2018 |
| Um vírus mortal transmitido pela chuva obriga os irmãos Simone e Rasmus, junto com os pais, a se refugiarem em um bunker subterrâneo bem equipado. O pai deles, Dr. Frederik Andersen, é um cientista que trabalha para a Apollon, a empresa responsável pela construção dos bunkers. Antes de partir, ele diz que vai voltar e pede a Simone que proteja Rasmus, pois ele é a chave para a cura do vírus. Certo dia, ao ouvir alguém tentando entrar no bunker, Simone acredita que seja seu pai e abre a porta. A mãe, percebendo que não é Frederik e que o estranho pode trazer o vírus, corre para fora e impede a entrada do homem, se expondo à contaminação. Ela morre rapidamente, deixando os dois filhos sozinhos. Simone e Rasmus conseguem se comunicar via rádio com alguém por um tempo, mas o contato logo se perde. Simone passa a ter flashbacks das discussões dos pais sobre um tratamento experimental que envolvia infectar Rasmus com um tipo de vírus. Seis anos se passam. Com a comida acabando, Rasmus insiste em sair. Simone concorda, mas decide verificar a situação do mundo antes, sozinha e vestida com uma roupa de contenção. Do lado de fora, ela encontra apenas ruínas desertas e colapsadas. De volta ao bunker, o alarme de controle de ar dispara, indicando falta de oxigênio. Quando os irmãos abrem a escotilha para fugir, são surpreendidos por outros sobreviventes armados, que haviam bloqueado as saídas de ar propositalmente para forçá-los a sair. Flashback: Simone e Rasmus |              |                                                                  |                               |                    |                   |
| 2 | 2            | "Bliv sammen" "Fiquem juntos" (BR)                               | Kenneth Kainz                 | Jannik Tai Mosholt | 4 de maio de 2018 |
| Simone mostra ao líder do grupo, Martin, um mapa com a localização de outros bunkers e promete levá-los até comida. Em seguida, ela destrói o mapa, dizendo que eles precisarão mantê-la viva se quiserem encontrar o lugar. Em um flashback, é mostrado que Martin era um soldado encarregado de manter a linha de quarentena quando o vírus começou a se espalhar. Incapaz de atirar em uma mulher que caminhava pela estrada com um bebê nos braços, ele a deixa passar pelo posto de controle. Mais tarde, encontra sua patrulha morta, infectada pela mulher que deixou entrar. No presente, o grupo encontra dois homens — chamados de "estranhos" — que estão caçando sobreviventes. Martin e Patrick, outro membro do grupo, matam os dois. Durante a jornada, o grupo enfrenta dilemas entre fazer o necessário para sobreviver e manter a própria humanidade. Eles finalmente chegam a um segundo bunker. Lá, Simone encontra o celular do pai e, pelas informações armazenadas, descobre que ele provavelmente foi para a sede da Apollon, na Suécia. Ela conta a Martin que ela e Rasmus irão atrás dele. Flashback: Martin |              |                                                                  |                               |                    |                   |
| 3 | 3            | "Undgå byen" "Evite a cidade" (BR)                               | Kenneth Kainz                 | Jannik Tai Mosholt | 4 de maio de 2018 |
| Simone e Rasmus seguem viagem rumo à Suécia e passam por Copenhague. Logo são acompanhados por Beatrice, Lea e Jean, três integrantes do grupo de Martin. Lea, esperançosa, acredita que a busca de Simone representa um novo futuro e a chama de "nossa estrela-guia". Martin, que tem uma ligação emocional com Beatrice, decide seguir com eles, junto com Patrick relutante. Durante uma tempestade, o grupo se separa e cada um procura abrigo. Simone tenta ajudar uma criança, mas vê o garoto ser morto por um grupo de saqueadores famintos. Beatrice e Rasmus se abrigam em uma mansão, e Beatrice afirma que nasceu ali. Martin e Patrick se escondem em um ônibus abandonado. Enquanto mexe em um dispositivo que tirou dos "estranhos" mortos, Martin o ativa e descobre que é um mapa. Após a tempestade, o grupo se reencontra, mas são seguidos por um saqueador, que faz Rasmus de refém. Ele ameaça cortar sua garganta se não entregarem os suprimentos. Martin e Patrick chegam a tempo, mas o saqueador fere Rasmus com uma faca e foge com uma mochila de comida. O grupo encontra um terceiro bunker, mas está completamente saqueado. Em um flashback, Beatrice conta a Martin a mesma história sobre a casa da infância que havia contado para Rasmus, revelando que está mentindo. No presente, Martin mostra o mapa a Simone. Eles percebem que ele mostra a zona de quarentena e, ao verem um muro marcado ao norte, Martin conclui que o vírus foi contido. Então ele afirma que é para lá que todos devem ir. Flashback: Beatrice |              |                                                                  |                               |                    |                   |
| 4 | 4            | "Stol ikke på nogen" "Não confie em ninguém" (BR)                | Kenneth Kainz                 | Poul Berg          | 4 de maio de 2018 |
| Rasmus, debilitado pelo ferimento da faca, não consegue mais andar. Simone então propõe um plano ao grupo: roubar um carro de uma das patrulhas de quarentena operadas pelos "estranhos". O grupo consegue interceptar uma patrulha e imobilizar os soldados. Enquanto Martin interroga os prisioneiros em busca de informações, Jean vê uma tatuagem de cobra em um dos homens e se lembra de um trauma do passado. Ele insiste para que Martin mate os prisioneiros, com o apoio de Patrick. Martin aparentemente os executa, o que deixa Simone profundamente abalada. Em um flashback, é mostrado que nos primeiros dias do surto, Jean foi acolhido por uma família bondosa. Certo dia, uma patrulha de quarentena apareceu. Os "estranhos" confrontaram o pai da família e exigiram que ele fosse com eles. Ao se recusar, ele foi morto por um homem com uma tatuagem de cobra, e a mãe foi levada. Tentando esconder a filha pequena do casal para protegê-la, Jean acidentalmente a sufoca. Quando os "estranhos" vão embora, ele enterra a família — e é nesse momento que Beatrice e Lea o encontram, diante das covas. No presente, o grupo segue para o norte e encontra uma médica, que opera o ferimento de Rasmus. Após Simone revelar quem é o pai deles, a médica confessa que também trabalhou na Apollon e culpa o Dr. Andersen pela morte de seus próprios filhos. Ela atrai Simone e Rasmus para seu bunker e tenta envenenar Rasmus. Os "estranhos" chegam logo depois e, ao ver o homem com a tatuagem de cobra, Jean o executa com um tiro na cabeça, mas acaba capturado pelos demais. O restante do grupo foge de volta ao bunker. Patrick, sozinho, entra e mata a médica, dizendo que "é assim que as coisas vão ser a partir de agora". Mais tarde, ele questiona Martin sobre por que sempre ouve Simone e não a ele. Martin responde que Patrick decidiu não ajudar Jean e, por isso, carrega parte da culpa. Patrick desaba em lágrimas. O grupo se abriga enquanto a chuva cai durante a noite. Flashback: Jean                                                      |              |                                                                  |                               |                    |                   |
| 5 | 5            | "Bevar roen" "Tenha fé" (BR)                                     | Natasha Arthy & Kenneth Kainz | Mette Heeno        | 4 de maio de 2018 |
| Perdidos na floresta, os sobreviventes encontram uma mansão onde os moradores os convidam a passar a noite. Martin desconfia deles, que parecem seguidores de um culto. Os outros aproveitam os luxos do lugar, como banho quente, comida fresca e roupas limpas. Eles são encorajados a esquecer o passado e viver apenas o presente. Em um flashback, Lea, uma cristã devota, vai a uma festa de adolescentes contra a vontade da mãe. Como pegadinha, seus colegas colocam algo em sua bebida, e seu comportamento bêbado é filmado e divulgado. O vídeo viraliza, sua mãe vê e a expulsa de casa. Dentro da casa da festa, Lea reza pedindo para Deus salvá-la, e logo depois a chuva começa. Todos que estavam do lado de fora morrem por causa do vírus — exceto Lea. Sua mãe também morre, tendo saído de casa para buscá-la. No presente, Lea se aproxima de uma mulher mais velha chamada Karen, que a ajuda a lidar com a culpa que carrega. Simone descobre que um funcionário da Apollon vive na mansão e tenta conseguir informações com ele. Naquela noite, todos os moradores da mansão são convidados para uma "cerimônia" mensal. É revelado que, a cada mês, um dos membros é sorteado para ser morto e servido como alimento na cerimônia seguinte, como forma de se unir ao grupo. Lea é a escolhida, mas Karen se oferece para tomar seu lugar e o grupo recebe permissão para ir embora. Como o funcionário da Apollon não consegue "largar o passado", ele é expulso da mansão. Ao alcançar os sobreviventes, ele revela que a Apollon é responsável pelo fim do mundo, injeta o vírus em si mesmo e morre. Simone recolhe a seringa e o grupo segue pela noite. Flashback: Lea |              |                                                                  |                               |                    |                   |
| 6 | 6            | "Hold fast på dine venner" "Mantenha seus amigos por perto" (BR) | Natasha Arthy & Kenneth Kainz | Jannik Tai Mosholt | 4 de maio de 2018 |
| Enquanto o grupo se abriga em uma cabana, Patrick fica magoado quando Martin comenta, casualmente, que eles não são amigos. Precisando de suprimentos, o grupo decide ir até o próximo bunker, mas Rasmus diz que está doente demais pra se mover. Simone, Martin, Patrick e Lea vão, planejando voltar com o que encontrarem. Na verdade, Rasmus fingiu estar doente só pra passar mais tempo com Beatrice. Começa a chover e os quatro ficam presos no bunker. Lá, encontram vídeos da Apollon testando vacinas em pessoas aleatórias. Sozinho e deprimido, Patrick fica bêbado. Em um flashback, antes da chuva, Patrick é um fracassado que não consegue manter um emprego nem relacionamento, e é rejeitado pelo próprio pai. Ele está se chapando dentro do carro quando a chuva começa, salvando sua vida. No presente, bêbado, Patrick tenta beijar Simone. Quando ela o rejeita, os dois se empurram e ele a joga na chuva. Patrick diz pra Martin atirar nela, achando que ela foi infectada. Martin hesita, e Lea se coloca na frente da arma. Depois, Lea vai pra chuva junto com Simone. Como nenhuma das duas reage, o grupo percebe que a chuva não causa mais infecção. Na cabana, Beatrice e Rasmus aproveitam um dia íntimo juntos, mas uma goteira faz com que Beatrice seja atingida por uma gota de água. Rasmus a beija, achando que agora os dois estão infectados, e eles se entregam ao destino, acreditando que vão morrer. No bunker, Martin diz a Patrick que ele precisa ir embora e não voltar, por ter jogado Simone na chuva. Em um flashback, Patrick conhece Martin pela primeira vez, e Martin diz que ele teve sorte de tê-lo encontrado, depois que Patrick lhe entrega um isqueiro. Patrick responde que é a primeira vez que alguém diz isso pra ele. No presente, Patrick volta para onde estão Rasmus e Beatrice, mas encontra Rasmus em estado de pânico, carregando o corpo dela — ela tinha sido infectada por um cachorro doente que tinham visto perto da cabana. Desesperado, Patrick foge, tropeça e é capturado pelos "estranhos". Flashback: Patrick |              |                                                                  |                               |                    |                   |
| 7 | 7            | "Tal ikke med fremmede" "Não fale com estranhos" (BR)            | Natasha Arthy & Kenneth Kainz | Poul Berg          | 4 de maio de 2018 |
| Um grupo de "estranhos" armados tortura Patrick para extrair informações. Ele acaba contando onde fica o bunker onde estão Simone, Lea e Martin, e também revela que Rasmus não foi infectado por Beatrice. Enquanto isso, Rasmus chega ao bunker carregando o corpo dela. Na sala de quarentena, ele começa a desmoronar emocionalmente, se recusando a sair do lado dela. Eventualmente ele sai, mas entra em contato com os "estranhos" e se entrega. Em um flashback, Sten, o chefe da Apollon, explica a missão aos "estranhos" e revela que eles ingeriram nanocápsulas com o vírus, que serão ativadas caso saiam da zona. Assim como os sobreviventes, os "estranhos" também estão presos. No presente, o líder dos "estranhos", Thomas, sente que Rasmus é o que eles estavam procurando. Depois de enterrar Beatrice, Simone, Martin e Lea capturam um "estranho" e tentam trocá-lo por Rasmus. Mas, num momento de desespero, Rasmus se injeta com a seringa contendo o vírus. No entanto, ele não morre. Martin se reconcilia com Patrick e o liberta. Todos seguem rumo à sede da Apollon, acreditando que Rasmus pode ser a cura. Antes de partirem, um dos "estranhos" beija a testa de Rasmus como um gesto de boa sorte. Pouco depois que o grupo vai embora, esse "estranho" morre por causa do vírus. Flashback: Thomas |              |                                                                  |                               |                    |                   |
| 8 | 8            | "Stol på dine instinker" "Confie em seus instintos" (BR)         | Natasha Arthy & Kenneth Kainz | Jannik Tai Mosholt | 4 de maio de 2018 |
| Ao chegarem à sede da Apollon, o grupo é separado. Rasmus e Simone encontram o pai, enquanto Martin, Patrick e Lea esperam em um bunker — onde reencontram Jean, para alegria de Lea. O Dr. Andersen diz a Simone que eles precisam fugir, mas revela que, para obter o antídoto, será necessário acessar o cérebro e a medula de Rasmus, o que o mataria. Em um flashback, Andersen mente para a Apollon ao dizer que seus filhos estão mortos, para poder protegê-los. Desde então, ele vinha expondo pessoas ao vírus tentando encontrar alguém que pudesse substituir Rasmus, e matou brutalmente um colega que descobriu sua mentira. No presente, um médico coleta uma amostra de Rasmus e morre imediatamente infectado. Andersen percebe que o vírus sofreu mutação e que agora Rasmus é um portador, e precisa ser detido para salvar o mundo. Quando o laboratório entra em confinamento, Lea, Jean, Martin e Patrick reencontram Simone e Rasmus, e todos planejam fugir. Andersen tenta impedir e atira em Martin. Patrick chega com um veículo roubado e o grupo consegue alcançar o muro da zona. Lá, os "estranhos" bloqueiam a passagem. Thomas revela que os suplementos que Jean, Lea, Martin e Patrick tomaram contêm nanocápsulas com o vírus: eles não podem sair. Simone e Rasmus são os únicos que podem atravessar. O grupo a incentiva a seguir, mas ela não suporta deixá-los para trás. Eles então se afastam do muro e fogem juntos. Thomas avisa Simone que vai atrás dela. Na cena final, Sten faz uma apresentação para um grupo seleto de investidores, afirmando que o vírus pode ser controlado e usado como arma. Flashback: Dr. Andersen |              |                                                                  |                               |                    |                   |

### 2.ª Temporada (2019)
| N.º na série | N.º na temp. | Título                                                       | Dirigido por       | Escrito por                    | Lançamento         |
| --- | ------------ | ------------------------------------------------------------ | ------------------ | ------------------------------ | ------------------ |
| 9 | 1            | "Undgå kontakt" "Evitar contato" (BR)                        | Søren Balle        | Jannik Tai Mosholt             | 17 de maio de 2019 |
| Em fuga dos soldados da Apollon, o grupo é eventualmente capturado e se reencontra com o pai de Simone e Rasmus, que é baleado e morto enquanto lhes dá instruções sobre um lugar que pode ajudar a salvar Rasmus e encontrar uma cura. Eles escapam quando Rasmus, angustiado com a morte do pai, acaba infectando os soldados ao seu redor, criando uma distração. O grupo segue um conjunto de coordenadas até uma base onde cientistas rebeldes, que desertaram da Apollon, estão trabalhando em uma vacina para o vírus. Fie e Jakob ajudam o grupo a entrar na comunidade. Jakob realiza exames em Rasmus, incluindo uma arriscada punção espinhal, que revela que não há fluido ou sangue no corpo de Rasmus, apenas o vírus. Angustiado pela dor e pela descoberta do médico, Rasmus acidentalmente libera o vírus, matando Jakob e todos os outros cientistas no laboratório. |              |                                                              |                    |                                |                    |
| 10 | 2            | "Sandheden gør ondt" "A verdade dói" (BR)                    | Søren Balle        | Rune Schjøtt                   | 17 de maio de 2019 |
| Após o desastre no laboratório, Simone chega e convence Rasmus a mentir, dizendo que alguém deixou cair uma amostra, infectando todos eles. Sem saberem, a irmã mais nova e doente de Jakob, Sarah, testemunhou a morte de seu irmão e a encenação de seu encobrimento de fora do laboratório. Martin acompanha Simone em uma jornada para recuperar o computador do pai dela. Na base, Patrick encontra um quarto escondido cheio de aparelhos estranhos. Flashback: Sarah |              |                                                              |                    |                                |                    |
| 11 | 3            | "Bevar kontrollen" "Manter o controle" (BR)                  | Kasper Gaardsøe    | Julie Budtz Sørensen           | 17 de maio de 2019 |
| Conforme a Apollon cerca a base, Simone corre contra o tempo para encontrar a cura. O segredo de Rasmus o aproxima de Sarah, mas ameaça dividir o grupo. |              |                                                              |                    |                                |                    |
| 12 | 4            | "Red dig selv" "Salvar a todos" (BR)                         | Kasper Gaardsøe    | Rune Schjøtt & Simon Oded Weil | 17 de maio de 2019 |
| Simone, Martin e Fie procuram Rasmus e Sarah, cujo vínculo dos dois fortalece ainda mais enquanto estão fugindo. Sarah e Rasmus querem ter um dia bom juntos. Eles vão a um antigo parque de diversões. Sarah ameaça se matar pulando da montanha-russa, mas Rasmus consegue convencê-la a desistir. Patrick faz outra descoberta: existe uma instalação da Apollon que pode remover as cápsulas que os mantêm presos dentro da zona contaminada pelo vírus. Jean tenta consolar Lea. |              |                                                              |                    |                                |                    |
| 13 | 5            | "Tag dig sammen" "Dar um jeito" (BR)                         | Josefine Kirkeskov | Julie Budtz Sørensen           | 17 de maio de 2019 |
| Assombrado por visões assustadoras, Rasmus decide tomar as rédeas do próprio destino. Ele sabe que o vírus está tomando conta, mas a cura ainda não está pronta. Mesmo assim, ele se injeta com parte da solução. A saúde de Sarah piora. Jean e Lea compartilham um momento especial. Simone e Fie podem ter descoberto a cura. Lea se sacrifica para que Simone consiga injetar Rasmus com o antídoto. |              |                                                              |                    |                                |                    |
| 14 | 6            | "Den stærkeste overlever" "Sobrevivência do mais forte" (BR) | Josefine Kirkeskov | Simon Oded Weil                | 17 de maio de 2019 |
| Depois de um encontro aterrorizante, Martin e Patrick correm de volta à base. Enquanto isso, uma sobrevivente em luto planeja vingança. |              |                                                              |                    |                                |                    |

### 3.ª Temporada (2020)
| N.º na série | N.º na temp. | Título                                                                                | Dirigido por       | Escrito por                  | Lançamento          |
| --- | ------------ | ------------------------------------------------------------------------------------- | ------------------ | ---------------------------- | ------------------- |
| 15 | 1            | "Giv ikke op" "Não desista" (BR)                                                      | Josefine Kirkeskov | Julie Budtz Sørensen         | 6 de agosto de 2020 |
| Assombrado por pesadelos e com medo dos novos poderes que desenvolveu, Rasmus se isola voluntariamente na Apollon. Enquanto isso, Simone e Fie tentam atravessar o muro para que Fie possa dar à luz em um lugar seguro. No entanto, elas acabam se separando e Fie é capturada. Simone consegue escapar para o outro lado, mas descobre que o vírus não está contido. Ela então retorna e também é capturada, sendo levada junto com Fie para a última base da Apollon. Rasmus e Simone se reencontram felizes, mas a alegria não dura: Simone descobre que Rasmus pretende infectar ela e todos os outros, para que sobrevivam ao vírus como ele, e assim criar um novo mundo. Patrick, Martin e Kira invadem o campo para resgatar Fie e Simone. Fie se recusa a fugir por causa do parto iminente, mas salva Patrick da prisão ao dizer que ele é o pai do bebê. Simone consegue sair do complexo, mas é encurralada por Rasmus e funcionários da Apollon, então se joga de uma ponte no rio para não se unir a Rasmus. Martin presencia tudo, em choque, e é capturado. Sarah e Rasmus se reencontram. |              |                                                                                       |                    |                              |                     |
| 16 | 2            | "Giv aldrig slip" "Esperança" (BR)                                                    | Josefine Kirkeskov | Anna Bro                     | 6 de agosto de 2020 |
| Simone é resgatada pelos irmãos Daniel e Luna, que vivem isolados com os pais fora da rede. Na Apollon, Rasmus convence Sarah a se submeter aos estudos de Sten, com o objetivo de espalhar o vírus e criar uma nova raça humana. Martin escapa da prisão e liberta Fie e Patrick, mas eles se recusam a ir embora por causa do parto iminente de Fie e por acreditarem que Simone está morta. Fie e Sarah se reencontram, mas Sarah guarda mágoa por Fie tê-la deixado para morrer. Martin acaba sendo recapturado. O pai de Daniel e Luna quer que Simone vá embora assim que se recuperar, temendo que ela descubra o extrato de uma flor. No entanto, Luna mostra a Simone que o extrato repele o vírus e ela eventualmente segue o pai até a origem da planta. Rasmus tenta convencer Martin de que Simone está morta, mostrando o rastreador dela e o convidando a se juntar a ele; Martin recusa, mas sozinho, pede desculpas a Simone por não conseguir mais lutar. Fie volta à Apollon como bióloga depois de perceber que eles estavam certos, já que Sarah é uma prova viva: ela descobre que o sistema imunológico precisa estar completamente comprometido para que o corpo aceite o vírus. Sarah e Rasmus descobrem que muitos dos pacientes terminais que receberiam o vírus já estão mortos — Sten começou os testes. O pai de Daniel quase executa Simone para proteger o segredo da flor, mas Daniel o ataca e deixa Simone escapar. Martin concorda em se juntar a Rasmus e receber o vírus. Flashback: Daniel |              |                                                                                       |                    |                              |                     |
| 17 | 3            | "Bliv stærk" "Força!" (BR)                                                            | Kaspar Munk        | Lasse Kyed Rasmussen         | 6 de agosto de 2020 |
| O pai de Daniel persegue Simone a pé, enquanto Daniel encontra Kira e Jean e pede ajuda para salvar Simone. Após Kira desarmar o pai de Daniel, Simone se recusa a partir até que Daniel entregue o extrato da flor e mostre seu efeito a Jean e Kira, sem saber que estão sendo observados. Sten quer testar a teoria de Fie em uma paciente terminal de câncer chamada Olivia e depois ser o primeiro a receber o vírus, caso o experimento funcione. Rasmus prefere que Martin seja o primeiro, por confiar nele. Para garantir a cooperação de Rasmus, Sten ameaça matar Sarah queimando-a viva. O teste é bem-sucedido, mas tem efeitos colaterais em Rasmus. Daniel aceita mostrar a Simone o perigoso processo de extração da flor, mas acaba perturbando a planta, que libera fragmentos pontiagudos que quase matam ele, Kira e Simone. De volta ao trailer, Jean e a família de Daniel são atacados por agressores desconhecidos, e o pai de Daniel é ferido por uma flecha. Kira persegue os invasores e atira em um deles, mas fica horrorizada ao descobrir que são crianças. Rasmus liberta Patrick e Martin para encontrar Sarah e concorda em passar o vírus primeiro para Sten, mas acaba infectando e matando Sten antes que seu sistema imunológico esteja comprometido. Daniel reativa o rastreador de Simone, o que alerta Fie e Patrick de que ela está viva. Patrick corre para impedir Martin de receber o vírus, mas chega tarde demais. Enquanto Kira e Simone patrulham os arredores, Luna desaparece. |              |                                                                                       |                    |                              |                     |
| 18 | 4            | "Vær den forandring, du ønsker i verden" "Seja a mudança que você quer no mundo" (BR) | Kaspar Munk        | Christoffer Barfred Krustrup | 6 de agosto de 2020 |
| Simone, Kira, Jean e Daniel partem em busca de Luna, que foi sequestrada pelos jovens saqueadores. Eles pretendem trocar comida pela libertação da menina. No entanto, o líder do grupo engana Simone e a força a usar o extrato da flor para escapar do vírus depois que são atacados e encurralados. Ele exige que Simone entregue o extrato em troca de Luna. Enquanto isso, Martin descobre que Simone está viva após Patrick tentar esconder a verdade, e Rasmus — agora no comando da Apollon após a morte de Sten — permite que Martin vá atrás dela. Rasmus, que desenvolveu uma lesão no pescoço, começa a usar seus poderes para espionar Martin à distância. Sarah desaprova a ideia de trazer Simone de volta, mas fica preocupada com a lesão. Simone tenta negociar com o líder dos jovens saqueadores, mas ele os trai e coloca algo em suas Coca-Colas para conseguir o extrato e ir atrás da flor. Rasmus continua infectando pacientes doentes, mas começa a enfraquecer durante o processo, o que preocupa Fie. Ela confidencia isso a Sarah, e Rasmus escuta tudo, convencendo-se de que Fie deve ser a próxima a ser infectada por não ser confiável. Fie e Patrick decidem fugir da Apollon. Jean liberta Simone, Kira, Daniel e Luna, mas eles chegam tarde demais: as defesas da flor mataram quase todos os jovens saqueadores (exceto o ferido por Kira) e também o líder deles. A flor morre e resta apenas um frasco de extrato. Martin reencontra Simone, mas a vê beijando Daniel; o que também é testemunhado por Rasmus, que continua espionando telepaticamente. |              |                                                                                       |                    |                              |                     |
| 17 | 5            | "Elsk dig selv" "Ame-se" (BR)                                                         | Kasper Gaardsøe    | Lasse Kyed Rasmussen         | 6 de agosto de 2020 |
| Simone e Martin se reencontram. Martin conta a Simone que Rasmus mudou e que Sten está morto, mas ela ainda acredita que ele é perigoso e decide usar o último frasco do extrato nele. Enquanto Rasmus enfraquece cada vez mais e desenvolve novas lesões, Sarah, preocupada, pede ajuda a Fie antes que ela e Patrick consigam fugir da Apollon. Martin e Simone deixam o acampamento e partem rumo à base da Apollon, enquanto Kira e Jean ficam para trás. Na Apollon, Fie descobre que Rasmus está se matando aos poucos ao continuar infectando pessoas, o que também está alterando o vírus. Ela se recusa a fugir sem Sarah. Quando Sarah obriga Rasmus a parar, ele, sentindo-se traído por Fie ter revelado sua condição, decide infectá-la mesmo grávida. Para isso, ele tranca Sarah, impedindo-a de intervir. Durante a caminhada até a Apollon, Martin não sente cansaço por causa do vírus em seu corpo. Simone o força a parar para descansar e declara seu amor, prometendo nunca deixá-lo. No entanto, ao descobrir que Martin está infectado, sua atitude muda. Ele tenta convencê-la a se juntar a ele, mas ela impõe um ultimato: ou ele toma o frasco do extrato ou nunca mais a verá. Martin, fora de controle, libera o vírus sobre Simone, fazendo com que ela derrube o frasco. No entanto, ele a salva ao beber as últimas gotas restantes, matando o vírus dentro dele e morrendo junto com ele. Rasmus presencia a morte de Martin e entra em fúria. Simone, devastada, lamenta a perda. Rasmus, cego pela raiva, convence Sarah e os outros infectados a irem atrás de Simone e matá-la. Enquanto isso, Patrick ajuda Fie a escapar. |              |                                                                                       |                    |                              |                     |
| 18 | 6            | "Også dette vil passere" "Isso também vai passar" (BR)                                | Kasper Gaardsøe    | Julie Budtz Sørensen         | 6 de agosto de 2020 |
| Simone, arrasada, retorna ao acampamento com o corpo de Martin ao lado de Daniel. Kira a incentiva a participar do enterro dele. No entanto, o vírus deixado por Martin na piscina reativa a flor, revelando que, na verdade, ele os salvou, pois a planta se alimenta do vírus. Fie e Patrick reencontram o grupo, mas Patrick fica em choque ao saber da morte de Martin. Simone decide matar Rasmus usando o novo extrato da flor, e Patrick revela que Rasmus já está a caminho do acampamento para matá-la. A família de Daniel concorda em ficar e ajudar na luta, entregando a Simone o colar de Luna, que contém um pouco do extrato, já que a nova flor ainda não pode ser colhida. O grupo arma uma emboscada para separar Rasmus dos outros infectados e cria uma bala com o extrato, capaz de matar um infectado com um único disparo. Fie entra em trabalho de parto e exige que Patrick sobreviva, pois não pode passar por isso sozinha. Rasmus segue se deteriorando, mas recusa o pedido de Sarah para voltar atrás quando ela se recusa a matar Simone e os demais. Sarah impede que Patrick e o pai de Daniel sejam executados pela Apollon e se reúne com Fie, que a convence a tentar parar Rasmus. A armadilha falha: eles matam apenas um dos infectados, e não Rasmus. Olivia persegue Daniel, Kira e Jean, enquanto Rasmus fica sozinho com Simone. O jovem saqueador acerta Olivia com uma flecha em chamas, permitindo que o grupo escape. Olivia, então, junto aos demais infectados, se recusa a continuar lutando. Sarah retorna a Rasmus e, juntos, eles injetam o vírus combinado no núcleo da flor. Isso gera uma onda de choque que mata instantaneamente os dois, todos os infectados, e destrói a flor, erradicando o vírus do mundo. Fie dá à luz um menino. O grupo deixa o acampamento e retorna à cidade, prontos para reconstruir um novo mundo para Rasmus. |              |                                                                                       |                    |                              |                     |

## Produção
A produção da primeira temporada da série começou no final de junho de 2017, na Dinamarca e Suécia. Em 30 de maio de 2018, a Netflix anunciou que a série entraria em produção para uma segunda temporada, no final dequele ano. A segunda temporada estreou na plataforma em 17 de maio de 2019. A terceira temporada estreou na Netflix em 6 de agosto de 2020.